# Bộ Thất (疋)
Bộ Thất hay Bộ Sơ, bộ thứ 103 có nghĩa là "tấm vải" hoặc "chân" là 1 trong 23 bộ có 5 nét trong số 214 bộ thủ Khang Hy.
Trong Từ điển Khang Hy có 15 chữ (trong số hơn 40.000) được tìm thấy chứa bộ này.

## Tự hình Bộ Thất (疋)

Đại triện
Tiểu triện

## Chữ thuộc Bộ Thất (疋)
| Số nét bổ sung | Chữ              |
| -------------- | ---------------- |
| 0              | 疋/thất/         |
| 3              | 疌/tiệp/         |
| 5              | 疍/đản/          |
| 6              | 疏/sơ/           |
| 7              | 疎/sơ/           |
| 9              | 疐/chí/ 疑/nghi/ |